# Chiesa di San Matteo in Merulana

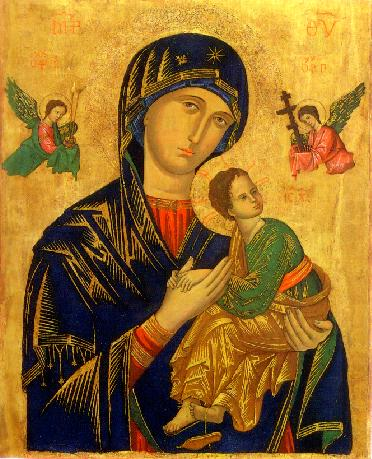
Icona di scuola Cretese della Madre del Perpetuo Soccorso, già nella chiesa di San Matteo in Merulana, trasferita in seguito nella chiesa di Santa Maria in Posterula, ora presso la chiesa di Sant'Alfonso all'Esquilino a Roma.

La chiesa di San Matteo in Merulana era un luogo di culto cattolico in Roma. Sorgeva tra le basiliche di San Giovanni in Laterano e Santa Maria Maggiore, sull'area all'incrocio tra via Merulana e via Alfieri. La chiesa fu demolita dal governo francese nel 1799.

## Storia
La chiesa, la cui fondazione è tradizionalmente attribuita a papa Cleto, esisteva già nel V secolo e vi insisteva un titolo cardinalizio: il prete Andrea, titolare di San Matteo, è tra i sottoscrittori degli atti del sinodo romano indetto da papa Simmaco nel 499.
Fu riedificata sotto il pontificato di Pasquale II, che il 25 marzo 1110 la riconsacrò assistito da sette cardinali, e nuovamente restaurata sotto quello di Innocenzo III (1212). Quando i papi dimoravano in Laterano, vi era annesso un ospedale destinato alla famiglia pontificia.
La chiesa è assente dal Catalogo di Cencio Camerario, il più antico catalogo delle chiese romane, risalente alla fine del XII secolo, mentre compare nel Catalogo di Torino redatto da un autore anonimo intorno al  1320, con questa dicitura: Hospitale sancti Matthei de Merulana habet priorem et fratres ordinis Cruciferorum VIII.
In origine si affacciava su via Merulana e l'ingresso era preceduto da un portico su colonne, ma quando nel 1575 papa Gregorio XIII fece aprire una via da San Giovanni a Santa Maria Maggiore la pianta della chiesa fu ridisegnata.
Appartenne ai crocigeri, ai quali fu tolta da papa Sisto IV che la diede, in commendam, ai suoi famigliari; nel 1477 fu assegnata agli eremitani di Sant'Agostino, che vi collocarono la venerata immagine della Madre del Perpetuo Soccorso. Il 2 luglio 1656 passò agli agostiniani irlandesi, che ne vennero espulsi definitivamente nel 1798, durante l'occupazione francese. La chiesa, devastata e abbandonata, fu abbattuta nel 1799.
Perdette già nel VI secolo il carattere di chiesa titolare in favore di Santo Stefano Rotondo al Celio. Il titolo cardinalizio fu brevemente restituito a San Matteo da papa Leone X, che lo conferì all'agostiniano Egidio da Viterbo, e poi da papa Sisto V, che lo diede al cardinale Decio Azzolini. Il 23 dicembre 1801 papa Pio VII soppresse definitivamente il titolo e lo trasferì a Santa Maria della Vittoria.

## Descrizione
Prima della demolizione, l'edificio era a navata unica, con tre altari; il soffitto era ornato con gli stemmi di papa Clemente VII e del cardinale agostiniano Egidio da Viterbo, che ebbe il titolo presbiterale di San Matteo; il pavimento era cosmatesco con epigrafi sepolcrali.
Secondo la descrizione fattane da Filippo Titi, nell'altare maggiore, terminato per la generosità del cardinale titolare Francesco Nerli il Giovane, c'era una piccola immagine di Maria Vergine; l'altare di destra era sormontato da un dipinto raffigurante Maria Vergine, Gesù, Sant'Anna e San Gioacchino, attribuito a Giovanni Antonio Lelli, mentre nell'altare di sinistra un San Matteo e un altro santo.
Le reliquie conservate nella chiesa, tra le quali quella del braccio di san Matteo, furono trasferite in Santa Maria Maggiore già sotto il pontificato di papa Innocenzo X; alcuni dei marmi della chiesa si trovano nel chiostro lateranense.